# Djadja
«Djadja» es una canción interpretada por la cantante maliense Aya Nakamura, lanzada como el sencillo principal de su álbum de estudio, Nakamura. La canción fue lanzada el 6 de abril de 2018. La cantante coescribió la canción con Le Side y Maluma (en el Remix), junto con sus productores Vladimir Boudnikoff y Alois Zandry.
El vídeo oficial musical de «Djadja» con más de 950 millones de reproducciones en YouTube.
Se lanzaron tres versiones remezcladas, una con la rapera suiza Loredana Zefi, otra con el cantante británico Afro B y la última con el cantante colombiano Maluma.

## Posicionamiento en listas
| Lista (2018 a 2021)                            | Posición más alta |
| ---------------------------------------------- | ----------------- |
| Argentina (Argentina Hot 100) Remix con Maluma | 26                |
| Bélgica (Ultratop 50 Flanders)                 | 16                |
| CIS (TopHit)                                   | 24                |
| Colombia (National-Report) · Remix con Maluma  | 35                |
| Francia (SNEP)                                 | 1                 |
| Global 200 (Billboard) Remix con Maluma        | 57                |
| Hot Latin Songs (Billboard)                    | 43                |
| Rumania (Airplay 100)                          | 1                 |
| Paraguay (SGP) Remix con Maluma                | 25                |

## Certificaciones
| País (organismo certificador) | Certificación | Unidades certificadas |
| ----------------------------- | ------------- | --------------------- |
| Austria (IFPI)                | Oro           | 15 000                |
| Bélgica (BEA)                 | Platino       | 160 000               |
| Canadá (Music Canada)         | Platino       | 160 000               |
| Dinamarca (IFPI Danmark)      | Oro           | 45 000                |
| Francia (SNEP)                | Diamante      | 333                   |
| Alemania (BVMI)               | Oro           | 200 000               |
| Italia (FIMI)                 | Platino       | 100 000               |
| Países Bajos (NVPI)           | Platino       | 160 000               |
| Polonia (ZPAV)                | Oro           | 25 000                |
| Portugal (AFP)                | Platino       | 10 000                |
| España (PROMUSICAE)           | Platino       | 160 000               |
| Suiza (IFPI)                  | Oro           | 10 000                |
| Reino Unido (BPI)             | Plata         | 200 000               |

## Historial de lanzamientos
| País   | Fecha               | Formato(s)       | Discográfica        | Ref.             |
| ------ | ------------------- | ---------------- | ------------------- | ---------------- |
| Varios | 6 de abril de 2018  | Descarga digital | Warner Music France | [ 21 ]           |
| Varios | 13 de junio de 2020 | Descarga digital | Warner Music France | Remix con Maluma |